# Triaenodes piceus
Triaenodes piceus là một loài Trichoptera trong họ Leptoceridae. Chúng phân bố ở miền Australasia.